# Pobeña
Pobeña es un barrio perteneciente al municipio de Musques, provincia de Vizcaya, País Vasco (España). Al oeste limita con Covarón, al sur con La Rigada y San Julián y al norte con el Mar Cantábrico. Tiene la única playa natural de toda la Margen Izquierda, la playa de La Arena, y en su costa acantilada aún se pueden observar vestigios de su pasado minero, tales como el cargadero de mineral o diversos edificios que hoy día se encuentran abandonados y en ruinas.
Aparece nombrado como "Santa María de Pubeia" en el año 1102 siglo X.
Está incluido en el Camino de Santiago, dentro del Camino de Santiago de la Costa.
Actualmente es un lugar turístico, con la posibilidad de realizar un paseo costero hasta Cantabria, a través de Itsas Lur, de unos 3 km, en el que se pueden observar sus afilados y escarpados acantilados, esculpidos durante años por el salvaje oleaje que azota esta costa durante los meses más fríos del año. También con la posibilidad de ver El Cargadero de El Castillo promovido por José MacLennan, lugar de partida hacia Inglaterra de incontables toneladas de hierro extraídas desde el vecino pueblo de El Covarón y también desde la cuenca minera de La Arboleda, siendo este hierro trasportado mediante un tranvía aéreo de vagonetas colgantes de más de 8 km de longitud que fue el más largo de Europa. Este cargadero construido en el último tercio del siglo XIX, fue destruido por un temporal (11 de marzo de 2008).
Mediante un estudio reciente (20 de septiembre de 2024) se ha descubierto que es el asentamiento con más socios del Athletic Club por habitante.
Junto a Pobeña se localiza un espacio natural protegido, la Ría del Barbadún, designada ZEC (Zona de Especial Conservación) en la Red Natura 2000.